# Record d'ascension
Le record d'ascension d'un relief est la durée minimale ayant été nécessaire à un grimpeur pour atteindre son point le plus élevé à partir d'un point de départ donné. Ce type de record sportif peut être enregistré dans plusieurs disciplines telles que l'alpinisme ou le cyclisme. Dans le premier cas, on mesure le temps nécessaire pour atteindre le sommet d'une montagne, en général en suivant la voie normale.

## Histoire
En 1975, l'Italien Reinhold Messner et l'Autrichien Peter Habeler effectuent les premiers l'ascension du Gasherbrum I en style alpin. Trois ans plus tard, ils deviennent les premiers hommes à atteindre le sommet de l'Everest sans oxygène et popularisent la pratique du style alpin,. Le Suisse Erhard Loretan radicalise l'approche du style alpin. Réduisant le matériel au strict nécessaire, il effectue des courses rapides sans arrêt intermédiaire et établit notamment le record d'aller-retour de l'Everest en 43 h avec son compatriote Jean Troillet,. Le 27 septembre 1988, le guide de montagne français Marc Batard réalise la première ascension de l'Everest en moins de 24 heures. Partant du camp de base de la face sud, il tire avantage des équipements laissés par d'autres alpinistes pour n'emporter qu'un minimum d'équipement et pas d'oxygène. Effectuant une ascension presque sans répit, il atteint le sommet en 22 h 29 perdant 8 kg dans son effort. Son record est homologué par le Livre Guinness des records et reste invaincu à ce jour pour une ascension sans oxygène depuis le camp de base,.
En 1982, Vladimir Balyberdine (ru) devient le premier Soviétique à gravir l'Everest. Son compatriote Anatoli Boukreev se fait quant à lui connaître pour ses ascensions éclair, notamment en atteignant le sommet du pic Lénine en huit heures depuis le camp de base. Vladimir Balyberdine a l'idée d'organiser des concours de vitesse comme épreuves de sélection pour les expéditions soviétiques en Himalaya. Il pousse le concept encore plus loin en organisant une véritable compétition sportive sur l'Elbrouz. En septembre 1989 a lieu la première course de l'Elbrouz,. Anatoli Boukreev remporte la victoire puis à nouveau l'année suivante en établissant un record depuis le refuge des 11 jusqu'au sommet oriental en 1 h 47. De son côté, l'Italien Marino Giacometti établit un premier record d'ascension sur le mont Rose en 1989 depuis Alagna en 3 h 53. Mélangeant alpinisme et course à pied, il souhaite faire de sa pratique un sport et crée le skyrunning. Il est suivi dans son aventure par plusieurs de ses compatriotes, dont notamment Valerio Bertolglio et Bruno Brunod qui battent à tour de rôle le record d'ascension au Cervin.
La recherche de records d'ascension devient alors une véritable pratique sportive et plusieurs alpinistes s'y illustrent. Parmi eux, le Suisse Ueli Steck se fait connaître par sa pratique d'escalade de vitesse pour gravir des sommets et établir des records en utilisant des voies d'escalade jugées peu propices à ce type de record. Il s'illustre en battant à plusieurs reprises le record d'ascension de l'Eiger par la face nord, l'abaissant jusqu'à 2 h 22 min 50 s en 2015. Le 8 octobre 2013, il effectue en solitaire l'aller-retour sur l'Annapurna en 28 h en utilisant une voie inédite sur la face sud,. L'Espagnol Kílian Jornet établit quant à lui des records avec un style combinant alpinisme, ski-alpinisme et skyrunning. Le 11 juillet 2013, il bat le record d'aller-retour au mont Blanc en 4 h 57 min 34 s, puis bat le record de Bruno Brunod au Cervin en 2 h 52 quelques semaines après. En juin 2014, il bat le record d'aller-retour au mont McKinley en 11 h 40 en ski de randonnée. Le Suisso-Équatorien Karl Egloff se fait connaître en battant plusieurs des records établis par Kílian Jornet, notamment l'aller-retour au Kilimandjaro en 6 h 42 le 13 août 2014 ainsi que l'aller-retour à l'Aconcagua en 11 h 52. Le 20 juin 2019, il bat le record d'aller-retour au Denali (mont McKinley) en 11 h 44. Mais contrairement à Kílian Jornet qui avait effectué la descente à skis, Karl Egloff redescend en courant, réalisant ainsi ses exploits dans le style du skyrunning,.

## Controverses
Certaines ascensions, notamment celles effectuées en solitaire, ne peuvent être prouvées que par leur auteur. Dans certains cas, l'absence de données GPS ou de photos peuvent légitimement poser un doute quant à la vérifiabilité des faits. Le Suisse Ueli Steck refuse notamment d'enregistrer ses ascensions en solitaire, laissant planer le doute sur plusieurs de ses exploits, jugés parfois impossibles à réaliser,,.
Des anciennes ascensions, souvent réalisées sans preuves, font parfois l'objet de remise en question. Plus récemment, l'Espagnol Kílian Jornet, autour d'un double aller-retour à l'Everest a vu son exploit remis en cause malgré les preuves apportées,.

## Liste de records d'ascension en alpinisme
Cette section présente les records les plus notables et n'a pas vocation à être exhaustive.

### Europe

#### Cervin
Le 21 août 2013, l'Espagnol Kílian Jornet réalise l'aller-retour en 2 h 52 min 2 s depuis Cervinia uniquement en courant. Il réalise au passage l'ascension en 1 h 56 min 15 s.
Le 22 avril 2016, le Suisse Dani Arnold effectue l'ascension de la face nord en 1 h 46 en solitaire.

#### Mont Blanc
Le 11 juillet 2013, l'Espagnol Kílian Jornet effectue l'aller-retour en 4 h 57 min 40 s en partant de la petite église de Chamonix. Courant aux côtés de Mathéo Jacquemoud avec qui il s'encorde dans les passages sur le glacier des Bossons, il atteint le sommet en 3 h 33. Mathéo Jacquemoud chute dans la descente, laissant Kílian Jornet terminer seul l'aller-retour,.
Le 12 août 2021, l'Espagnol Manuel Merillas effectue l'aller-retour au départ de Courmayeur. Aidé par l'Italien Denis Trento dans les passages sur glacier, il atteint le sommet en 4 h 16, avec trois minutes de retard sur le record de Marco De Gasperi. Manuel Merillas complète la boucle en 6 h 35 min 32 s,.
Le 17 juin 2023, Hillary Gerardi effectue l'aller-retour en 7 h 25 min 28 s depuis Chamonix. Encordée avec Valentine Fabre durant les passages dangereux de l'ascension et aidée par la traileuse sud-africaine Meg Mackenzie dans la descente, elle bat de près d'une demi-heure le précédent record féminin établi par Emelie Forsberg en 2018.

#### Mont Rose
Le 21 août 2021, l'Espagnol Manuel Merillas effectue l'aller-retour au départ de Gressoney-La-Trinité en 3 h 59 min 18 s. Il effectue l'ascension jusqu'à la cabane Reine-Marguerite en 2 h 46 min 20 s au passage.

#### Elbrouz
Le 7 mai 2017, le Suisso-Équatorien Karl Egloff participe au Red Fox Elbrus SkyMarathon qu'il remporte en 3 h 24 min 14 s, réalisant un nouveau record d'ascension au sommet. Sans s'arrêter pour fêter sa victoire, il redescend aussitôt et réalise un nouveau record d'aller-retour depuis les clairières d'Azaou en 4 h 20 min 45 s.
Le 4 septembre 2020, le skyrunner et membres des troupes aéroportées de la fédération de Russie Evgeny Markov remporte l'International Elbrus Race en effectuant l'ascension depuis les clairières d'Azaou en 3 h 13 min 14 s.

### Afrique

#### Mont Kenya
La seule marque établie sur le mont Kenya date de 1995 lorsque l'Italien Fabio Meraldi (en) remporte le Mt. Kenya Skymarathon en 5 h 2 min 22 s, effectuant l'aller-retour depuis l'entrée du parc national du Mont Kenya à Sirimon jusqu'au sommet de la pointe Lenana. Aucune autre tentative de record n'avait été effectué avant le 24 novembre 2020 où les Kényans Kenneth Kemboi et Susy Chemaimak s'élancent pour un aller-retour depuis l'entrée du parc. Suivant un itinéraire légèrement plus long que le SkyMarathon, Kenneth Kimboi complète l'aller-retour en 7 h 7 min 40 s et Susy Chemaimak en 7 h 50 min 7 s,.

#### Kilimandjaro
Le 13 mars 2023, l'Américain Tyler Andrews effectue l'aller-retour en 6 h 37 min 57 s en empruntant la Mweka Route. Il bat de cinq minutes le précédent record de Karl Egloff sur un itinéraire plus long d'un kilomètre.
Le 31 août 2021, la Française Vanessa Morales effectue l'aller-retour par la Mweka Route en 11 h 33.

### Amériques

#### Aconcagua

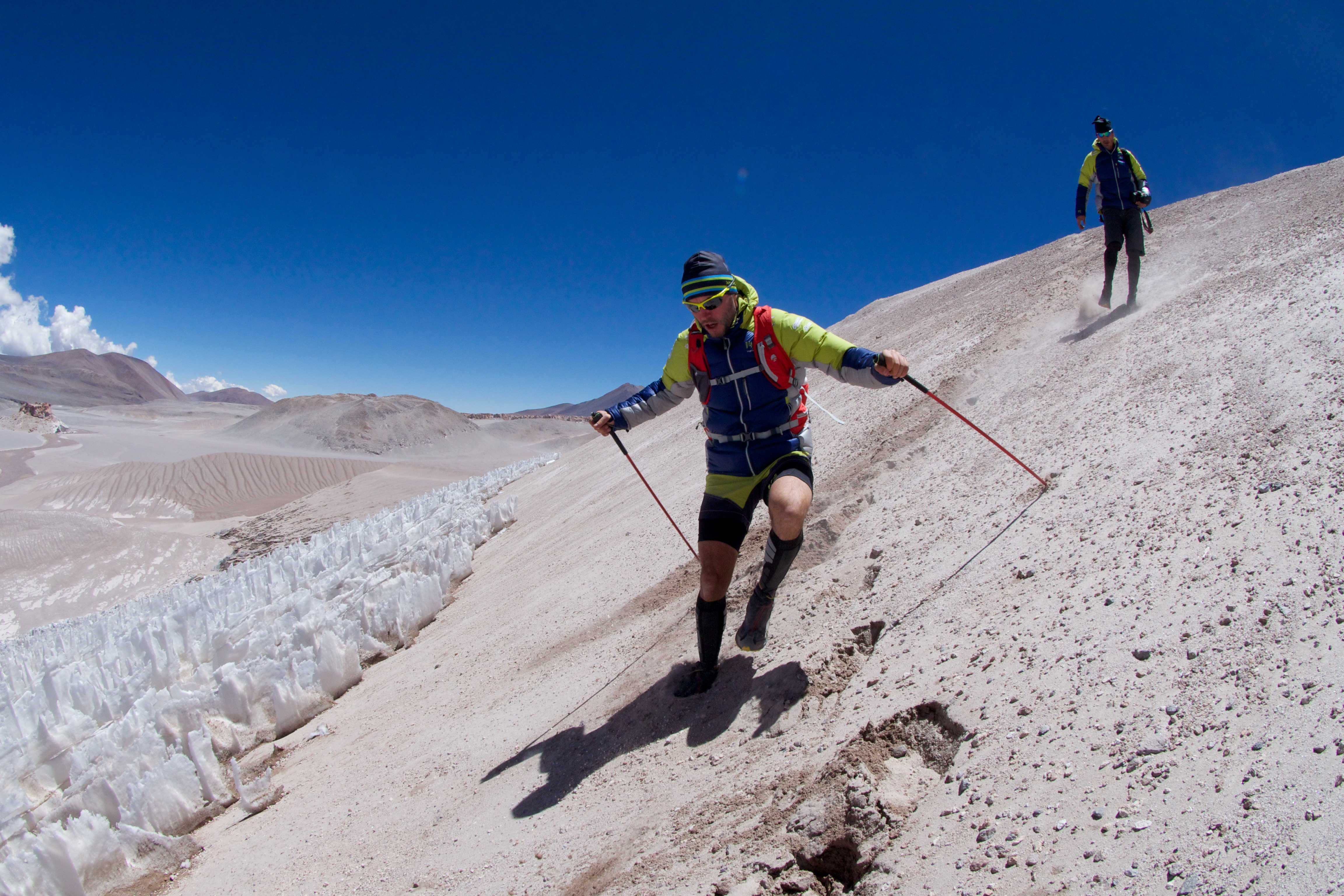
Nico Valsesia durant son record d'ascension de l'Aconcagua en duathlon en 2015.

Le 22 février 2016, la coureuse d'ultra-trail brésilienne Fernanda Maciel devient la première femme à réaliser l'aller-retour sur l'Aconcagua. Empruntant la voie normale, elle boucle le trajet en 22 h 52 depuis l'entrée du parc.
Le 15 janvier 2022, le traileur et marathonien américain Tyler Andrews effectue l'ascension en 3 h 32 min 16 s en partant du camp de base de Plaza de Mulas. 
Le 18 février 2023, Tyler Andrews établit un nouveau record d'aller-retour en 11 h 24 depuis l'entrée du parc, améliorant  de 28 minutes le record de Karl Egloff établi en 2015.
Le 17 décembre 2024, Tyler Andrews effectue l'aller-retour depuis le camp de base de Plaza de Mulas en 4 h 35 min 20 s.
Le 25 janvier 2025, la Slovaque Lenka Poláčková établit un nouveau record d'ascension en 6 h 19 min 23 s en partant du camp de base de Plaza de Mulas. Elle réalise l'aller-retour en 8 h 17 min 34 s.

#### Denali (mont McKinley)
Le 5 juin 2023, l'Américain Jack Kuenzle effectue l'aller-retour en 10 h 14 min 57 s, battant le précédent record de Karl Egloff d'une heure et demi. Malgré des conditions météorologiques peu optimales, il effectue l'ascension à pied en 7 h 54 min 40 s avec 14 minutes de retard sur le record de Karl Egloff. Contrairement à ce dernier, il effectue la descente à skis.

### Asie

#### Annapurna
Le 9 octobre 2013, le Suisse Ueli Steck gravit en solitaire la face sud de l'Annapurna I et atteint le sommet en 28 h.

#### Manaslu
Le 19 septembre 2024, l'Américain Tyler Andrews s'élance du camp de base en courant sans oxygène et avec un équipement minimaliste. Il atteint le sommet en 9 h 52 et complète l'aller-retour en 14 h 55.

#### Lhotse
Une semaine après la tragédie de 1996 sur l'Everest, le Kazakh Anatoli Boukreev profite d'un permis de Scott Fischer pour gravir en solitaire le Lhotse. Il atteint le sommet en un temps record de 21 h 16.

#### Everest
Le 27 septembre 1988, le guide de montagne français Marc Batard réalise la première ascension de l'Everest en moins de 24 heures. Partant du camp de base de la face sud, il tire avantage des équipements laissés par d'autres alpinistes pour n'emporter qu'un minimum d'équipement et pas d'oxygène. Il atteint le sommet en 22 h 29.
Le 25 mai 2006, l'Autrichien Christian Stangl part depuis le camp de base de la face nord. Montant sans oxygène, il atteint le sommet en 16 h 42.
Le 23 mai 2021, la Hong-Kongaise Tsang Yin-Hung établit un nouveau temps de référence féminin en 25 h 50.